# Castlevania III: Dracula's Curse
Castlevania III: Dracula's Curse, in Giappone Akumajō Densetsu (悪魔城伝説?, Akumajō Densetsu, lett. "La leggenda del castello del Diavolo"), è il terzo episodio della serie di videogiochi Castlevania. Sviluppato e pubblicato da Konami, è uscito in Giappone nel 1989, negli Stati Uniti nel 1990 e in Europa nel 1992, pubblicato dalla Palcom Software; è l'ultimo episodio della serie per la console Nintendo Entertainment System.

## Trama
Anno 1476. A seguito dell'uccisione della sua amata moglie Lisa, falsamente accusata di essere una strega, il conte Dracula invase l'Europa con il suo esercito di mostri. Il suo unico scopo era quello di sterminare tutta l'umanità, per vendicarsi del torto subito.
La Chiesa, poiché il suo esercito era stato sconfitto dalle orde demoniache, si ritrovò costretta a chiedere aiuto alla famiglia Belmont. Il clan di cacciatori di vampiri era stato esiliato dalla Valacchia molto tempo prima, poiché la gente temeva i Belmont e i loro poteri "sovrumani", ma ora che l'Europa rischiava di finire inghiottita dall'oscurità delle forze di Dracula, la Chiesa non ebbe altra scelta che riporre le speranze dell'umanità in Trevor C. Belmont, ultimo discendente di Leon e detentore della sua leggendaria frusta: l'Ammazzavampiri.
Trevor raggiunse quindi il Castlevania, il castello di Dracula e, mentre si faceva largo tra le sue sale piene di mostri, incontrò tre persone che sarebbero divenuti suoi alleati, unendosi a lui nella lotta contro il malvagio conte.
Il primo fu Grant Danasty, un guerriero ribelle che si era infiltrato nel castello tempo prima allo scopo di uccidere Dracula, venendo però sconfitto e trasformato in un demone messo a guardia della torre dell'orologio. Dopo che Trevor ebbe sconfitto la sua forma demoniaca, Grant riprese le sue sembianze umane e si unì a lui come alleato.
La seconda fu Sypha Belnades, una strega facente parte di un gruppo di cacciatori, inviato dalla Chiesa per uccidere Dracula. Poiché gli abitanti della Valacchia avevano notoriamente paura delle streghe, Sypha si era travestita da uomo per poter agire indisturbata. Ma alla fine la sua squadra venne sterminata e Sypha fu catturata da un ciclope, che la trasformò in una statua di pietra. Dopo che Trevor riuscì ad eliminare il mostro, Sypha si liberò dalla pietrificazione, e decise di seguirlo.
L'ultimo ad unirsi al gruppo fu Alucard, il figlio di Dracula e di Lisa. Egli non era d'accordo con le azioni di suo padre, ma sapeva di non essere abbastanza forte per fermarlo da solo, così decise di aspettare che arrivasse qualcuno in grado di aiutarlo. Quando Trevor si imbatté in Alucard, questi lo sfidò prontamente a duello. Trevor ne uscì vincitore e Alucard, sebbene non si fosse servito di tutte le sue forze nel duello dato che stava mettendo Trevor alla prova, decise comunque di unirsi a lui, riconoscendolo come un autentico cacciatore di vampiri, abbastanza forte da sconfiggere suo padre.
I quattro eroi si fecero così strada nel castello, fino a raggiungere la sala del trono di Dracula. Affrontarono così il conte, e fu Trevor ad infliggergli il colpo decisivo, usando la frusta Ammazzavampiri ereditata dai suoi antenati, finalmente usata contro Dracula per la prima volta. Con la morte del conte il suo castello si ridusse ad un cumulo di macerie, le sue orde demoniache scomparvero e la Valacchia fu salvata.
A seguito della battaglia finale Alucard, incapace di accettare il dolore dell'essere stato costretto a uccidere suo padre, si auto indusse in un sonno profondo. Grant supervisionò la ricostruzione della Valacchia. La reputazione della famiglia Belmont venne ripristinata e, una volta che la pace venne ristabilita nella regione, Trevor e Sypha si sposarono.

## Modalità di gioco
Dopo Castlevania II: Simon's Quest, che possedeva lo stile di gioco di una avventura dinamica, in Dracula's Curse c'è un ritorno alle origini di videogioco a piattaforme: i livelli sono più lineari, sebbene dopo alcuni di essi venga offerta la possibilità di selezionare la strada da seguire. Dopo il secondo livello è possibile scegliere un alleato, Sypha, Grant o Alucard, dotati di abilità speciali: la prima è dotata di un debole attacco corpo a corpo ma potenti magie elementali; il secondo può arrampicarsi sui muri e cambiare direzione durante il salto; il terzo può sparare palle infuocate e mutare in pipistrello. È possibile passare in ogni momento di gioco da Trevor a uno di loro premendo un tasto.

## Versioni
Esistono alcune differenze fra la versione giapponese e quelle USA e PAL. Ad esempio, in queste ultime tutti i nemici provocano lo stesso danno al giocatore, mentre nella versione per Famicom il danno varia da nemico a nemico; nella versione occidentale sono presenti anche alcuni codici cheat attivabili inserendo degli appositi nomi nel profilo del giocatore. Sotto l'aspetto grafico, nella versione PAL sono stati rimossi o modificati alcuni simboli religiosi e alcuni nemici. Infine, le musiche della versione per Famicom sono di qualità superiore rispetto a quelle per NES, per la presenza di un apposito chip all'interno della cartuccia. Il gioco è incluso nella Castlevania Anniversary Collection, rilasciata il 16 maggio 2019 per Nintendo Switch, PlayStation 4, Xbox One e Microsoft Windows.